# Franklin County, Missouri
Franklin County är ett administrativt område i delstaten Missouri, USA, med 101 492 invånare. Den administrativa huvudorten (county seat) är Union.

## Geografi
Enligt United States Census Bureau har countyt en total area på 2 410 km². 2 390 km² av den arean är land och 20 km² är vatten.

### Angränsande countyn
- Warren County - nord
- St. Charles County & St. Louis County - nordost
- Jefferson County - öst
- Washington County - sydost
- Crawford County - sydväst
- Gasconade County - väst

### Orter
- Pacific (delvis i St. Louis County)